# León Ferrari
León Ferrari (Buenos Aires, 3 de septiembre de 1920 - ibídem, 25 de julio de 2013) fue un artista plástico argentino. Gran parte de su obra está orientada a denunciar los abusos de poder y la intolerancia en la sociedad. Según The New York Times, era al momento de su muerte uno de los cinco artistas plásticos más provocadores e importantes del mundo. Los pilares de su obra se basan en una dura crítica hacia las guerras, la religión y todas las formas de intolerancia.

## Biografía
León Ferrari nació en Buenos Aires en 1920, hijo de Susana Celia del Pardo y Augusto César Ferrari.
En 1946 comenzó a pintar retratos y a dibujar cuadros de flores, nunca cursó formalmente la carrera de Bellas Artes. Obtuvo el grado de Ingeniero en la Universidad de Buenos Aires en 1947. A partir de 1952 vivió junto a su familia en Italia. donde inició su producción artística como escultor.
En 1955 regresó a Buenos Aires y durante algunos años se dedicó a su profesión de ingeniero. En 1962 regresó a Italia y alquiló un taller en Milán. Allí comienza sus dibujos abstractos, ilustra poemas de Rafael Alberti y comienza a mezclar textos con dibujos. A partir de 1963 comienza a realizar collages con fotos y reproducciones de imágenes religiosas, y a participar en exposiciones internacionales.
En 1976 se exilió en San Pablo debido a la dictadura militar en Argentina.
En 1982 viajó a la Argentina, y regresó definitivamente en 1991. En 1995 obtuvo la beca Guggenheim. En 2006 se presenta una muestra antológica de su obra en la Pinacoteca do Estado de São Paulo, Brasil, y simultáneamente participa como invitado especial en la Bienal de San Pablo.
En 2007, su obra más reconocida, La Civilización Occidental y Cristiana, creada en 1965, ganó el León de Oro en la 52.ª Bienal de Venecia. En 2008 expone en el Museo de Arte Carrillo Gil, México.
En 2009 el MoMA exhibió una retrospectiva de su obra que se presentó luego en el Museo Nacional Centro de Arte Reina Sofía, de Madrid. En 2010 participa en distintas exposiciones nacionales e internacionales. En Argentina, su obra se encuentra presente, por ejemplo, en la muestra Siete imaginarios y una realidad, llevada a cabo en el Museo del Tigre, y en ocasión del bicentenario, exhibe obra en Las Mujeres, 1810-2010, Casa del Bicentenario
En 2011 le inició un juicio al periodista y productor televisivo Gabriel Levinas, por unos 13 dibujos y dos collages que fueron supuestamente robados por Levinas. El juicio lo prosiguieron los herededos de Ferrari. En 2014 Levinas resultó absuelto por la Justicia Penal luego de reconocer una deuda con el autor. Los herederos de Ferrari iniciaron acciones en la Justicia Civil y finalmente en 2019, Gabriel Levinas fue hallado culpable y condenado a pagar la suma de 88.000 dólares por la venta de las obras.
En 2012 recibió el Premio Konex de Brillante al artista más destacado de la década en la Argentina y el de Platino en la disciplina Arte Conceptual: Quinquenio 2002 - 2006. También obtuvo un Premio Konex Diploma al Mérito en 1992 y 2002.
El 25 de marzo de 2012, al cumplirse 35 años del secuestro, asesinato y desaparición de Rodolfo Walsh, el Espacio Memoria y Derechos Humanos inauguró la instalación artística "Carta Abierta a la Junta Militar”, a partir de una idea de León Ferrari. La obra, que quedó montada en el “Bosque de Eucaliptos”, frente al Casino de Oficiales de la ex ESMA, consiste en una instalación de catorce paneles de vidrio con la transcripción completa de la Carta Abierta de Walsh.
Falleció en Buenos Aires el 25 de julio de 2013, a los 92 años.

## Obra
La obra de León Ferrari ha sido objeto de polémica y controversia, sus trabajos, realizados en collages, instalación, pinturas, esculturas sonoras, tallas y modelados en materiales diversos y ensamblajes, se centran en conceptos de denuncia y crítica social donde la guerra, la religión, el poder y el sexo ocupan un lugar destacado. Su fuerte crítica a la Iglesia católica causó gran controversia en la Argentina, generando un intenso debate sobre arte y libertad de expresión en el que estuvo involucrado el Papa Francisco I, Jorge Bergoglio, en aquel momento Arzobispo de Buenos Aires.

### Cronología de sus obras más importantes
- 1962: Escrituras Deformadas.[19]
- 1964: El árbol embarazador.[19]
- 1965:  La civilización occidental y cristiana, la cual consiste en un Cristo crucificado sobre un avión de guerra estadounidense, de los que en ese momento eran utilizados en la guerra contra Vietnam. La pieza mide 2.20 m.  Además en la exposición presentó tres cajas. Una representa un bombardero sobre una escuela vietnamita y en las otras, catorce aviones se despliegan dando lugar al título: “catorce votos en la OEA”.[20]
- 1965: Manos, presentada en la exposición Surrealismos en Argentina.[21]